# 好球

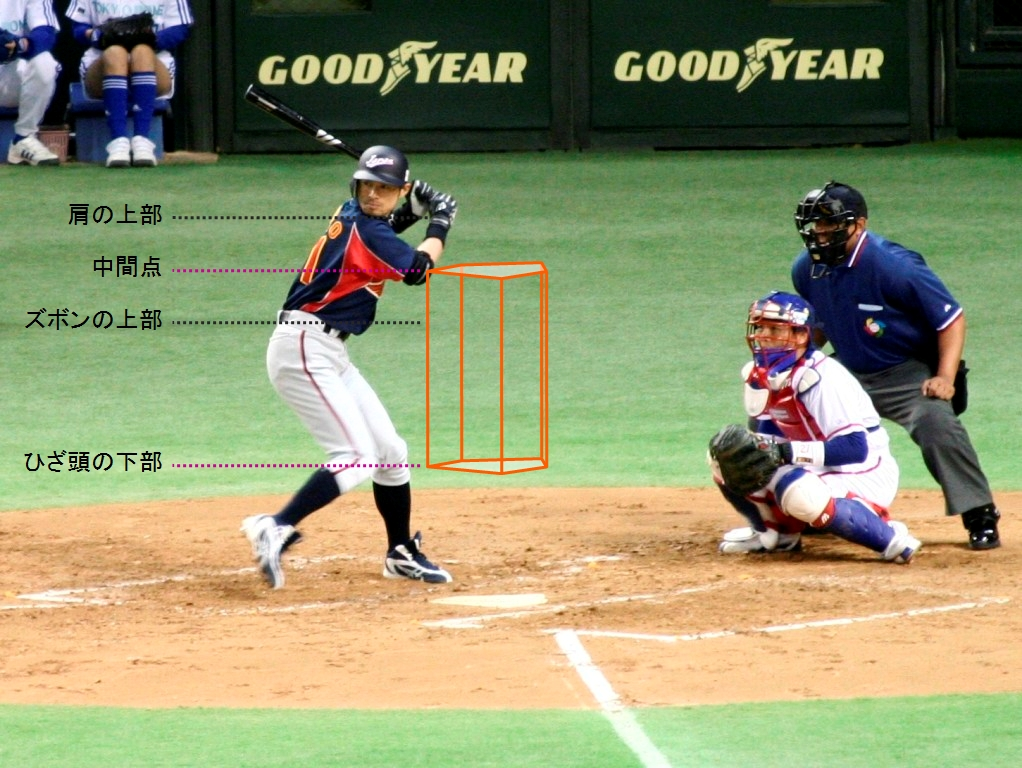
好球帶
圖中的打者為鈴木一朗

好球（Strike，略記符號：S）是一個棒球術語，好球的意思是指比賽時投手的投球未落地直接經過好球帶，或者打者出棒但未打到球或是打成界外球。
好球帶是指本壘板上方，高度在打者的肩膀與腰部的中間線到膝部以上的範圍。這個範圍是一般公認的好球帶，但並不固定或精準嚴格，好球带會因為球賽舉辦單位的規定、本壘板的大小、以及主審對於好球帶的主觀認定不同而由所改變。
如果投手投出第3個好球被捕手接捕，打者就三振出局。但2好球以後，非觸擊短打的界外球不計好球數；擦棒成界外球，尚未落地被捕手接殺，打者直接出局。
以下幾種特殊好球情況：
1.2好球後觸擊短打造成的界外球，視為第3好球，打者三振出局，且屬比賽停止球，壘上跑者不得進壘。
2.投手投出的球擊中打者，但打者被裁判認定有出棒，則無論球數為何均記1好球，而非觸身球。
3.如果打者因故在主審喊比賽進行的同時，未及時或不肯進入打擊區，則投手投出去的球，無論實際上是否落於好球帶，主審均得宣告為好球。
球員包括教練等，如果在比賽中抗議主審對好球帶的認定，則很可能會被驅逐出場。
在投手投球數的好壞球紀錄中，除了被宣告為壞球或是觸身球的球記為壞球外，好球、界外球、擦棒球或打進場內的球均記為好球。